# Магнія Урбіка
Клята Магнія Урбіка (лат. Magnia Urbica, ? —283) — дружина римського імператора Карина, що правив у 283—285 рр. Носила титул Августи. За іншими даними, була матір'ю Карина і, відповідно, дружиною Кара.
Про родину Урбіки немає відомостей. Відомо, що вона славилася своєю красою. Ймовірно, тому імператор Кар обрав її для свого сина Карина, що одружився з нею у 282 році. Тоді ж Урбіка отримала титул Августи. Після смерті свого батька Карин надав Урбіці титул Матері військових таборів, Сенату та Вітчизни.
У 282 році народила сина Нігрініана, що помер за рік, у 283. За деякими повідомленнями, Урбіка померла під час пологів. Після смерті свого чоловіка її пам'ять була проклята (Damnatio memoriae).